# بریستول پولمن
بریستول پولمن (به انگلیسی: Bristol Pullman) یک هواگرد ساختِ کارخانهٔ بریستول ایروپلین در کشور بریتانیا است . نخستین استفاده‌کنندهٔ این هواپیما نیروی هوایی سلطنتی بریتانیا بوده‌است. این هواگرد برای نخستین بار در ۱۹۲۰ میلادی مورد استفاده قرار گرفت.